# Kundakunda

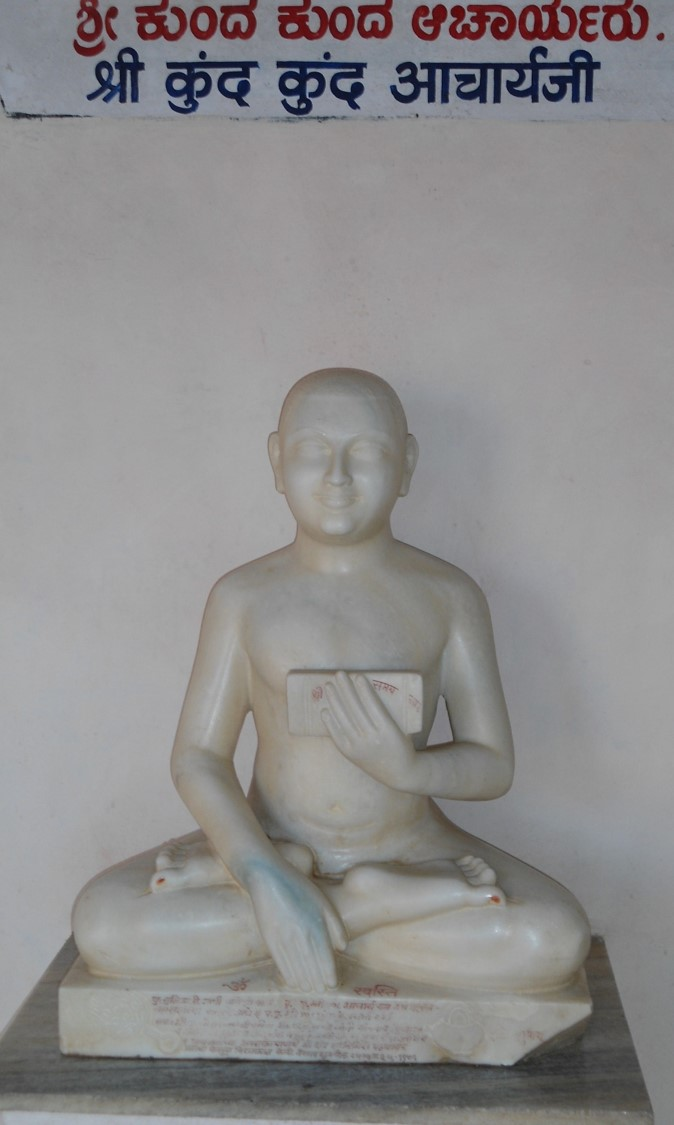
Imagen de Kundakunda en Karnataka

Kundakunda fue un monje y filósofo Digambara Jainista, que probablemente vivió en el siglo II d. C. o más tarde.
Su fecha de nacimiento es māgha māsa, śukla pakṣa, pañcamī tithi, en el día de Vasant Panchami. Fue autor de muchos textos jainistas como: Samayasara, Niyamasara, Pancastikayasara, Pravachanasara, Astapahuda y Barasanuvekkha. Ocupa el lugar más alto en la tradición de los acharyas Digambaras Jainistas. Todos los Digambaras Jainistas dicen su nombre antes de comenzar a leer la escritura. Pasó la mayor parte de su tiempo en las colinas de Ponnur, Tamil Nadu y más tarde parte de su vida en Kundadri, Shimoga, Karnataka.